# تپه مراوه
تپه مراوه تپه‌ای دست‌ساز مربوط به دوران‌های تاریخی پس از اسلام است که در جنوب غربی شهر مراوه تپه در شمال شرق استان گلستان واقع شده‌است. این اثر در تاریخ ۲۳ فروردین ۱۳۴۶ با شمارهٔ ثبت ۷۲۵ به‌عنوان یکی از آثار ملی ایران به ثبت رسیده است. این تپه در حدود دو کیلومتری شهر مراوه‌تپه و یک کیلومتری روستای یازگلدی قرار دارد. اسپند و شقایق از گونه‌های گیاهی شاخص بر روی این تپه است.